# Nissim ben Jakob
Nissim ben Jakob (* 990; † ca. 1060) war ein vor allem in Kairuan wirkender Talmudist und Volkserzähler. Er schrieb arabisch und hebräisch. Der Name Nissim bedeutet „Wunder“.

## Werke (Auswahl)
- sefer ha maassijot („Buch der Geschichten“), volkstümliche Legenden
- Kommentare zu Traktaten des babylonischen Talmud (unter dem Titel sefer mafteach)